# Großsteingräber bei Kellenhusen
Die Großsteingräber bei Kellenhusen sind mindestens zwei megalithische Grabanlagen der jungsteinzeitlichen Trichterbecherkultur bei Kellenhusen (Ostsee) im Kreis Ostholstein in Schleswig-Holstein. Sie tragen die Sprockhoff-Nummern 280 und 281. Bei einer dritten, unter Wasser liegenden Fundstelle ist unklar, ob es sich um ein weiteres Grab oder um eine natürliche Steinansammlung handelt.

## Lage
Grab 1 befindet sich nördlich von Kellenhusen in einem Waldstück. Grab 2 befindet sich nordöstlich des Orts, direkt am Strand und 2,4 km südöstlich von Grab 1. Das mögliche dritte Grab befindet sich südwestlich von Grab 2 und etwa 100 m vom Strand entfernt in der Ostsee. 330 m nördlich von Grab 2 liegt das Großsteingrab Dahme.

## Beschreibung

### Grab 1
Die Anlage besitzt eine annähernd nord-südlich orientierte Grabkammer, bei der es sich um ein Ganggrab vom Untertyp Holsteiner Kammer mit einer Länge von 4 m und einer Breite von 1,5 m handelt. Eine Hügelschüttung ist nicht mehr erhalten. Die Kammer besaß ursprünglich drei Wandsteinpaare an den Langseiten und je einen Abschlussstein an den Schmalseiten. Erhalten sind die drei Wandsteine der Ostseite und der südliche Abschlussstein. Der nördliche und der mittlere Wandstein der Ostseite sind verschoben, der südliche steht noch in situ. Auch der südliche Abschlussstein steht annähernd in situ. Zwei Steine westlich und einer südlich der Kammer lassen sich nicht sicher zuordnen. Vielleicht handelt es sich bei einem der westlichen Steine um einen Deckstein. Zwischen dem nördlichen und dem mittleren Stein der Ostseite befand sich der ursprüngliche Zugang zur Kammer. Ihm ist ein Gang mit zwei noch in situ stehenden Wandsteinen vorgelagert. Der Gang hat eine Breite von 0,5 m.

### Grab 2

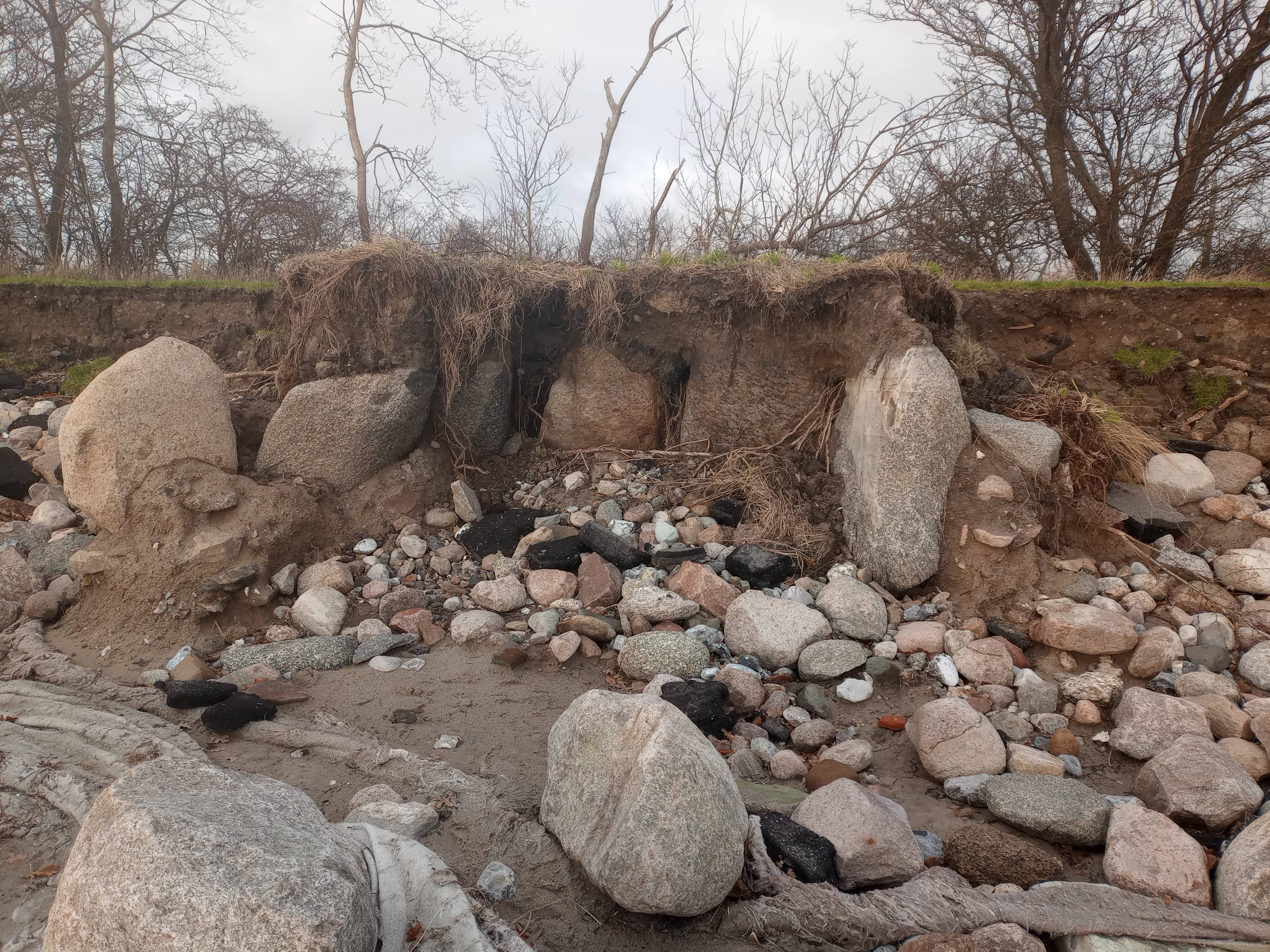
Kellenhusen Grab 2 (Sprockhoff 281) nach der Sturmflut vom 20. Oktober 2023

Diese stark gestörte Anlage besitzt eine nordost-südwestlich orientierte Grabkammer, bei der es sich um einen erweiterten Dolmen mit einer Länge von 2,2 m und einer Breite von 1,2 m handelt. Eine Hügelschüttung ist nicht mehr erhalten. Ernst Sprockhoff konnte bei seiner Aufnahme 1959 noch drei Wandsteinpaare an den Langseiten und je einen Abschlussstein an den Schmalseiten feststellen. Die Decksteine fehlten bereits. Der südwestliche Abschlussstein nahm nur eine Hälfte der Schmalseite ein und ließ somit an der Südostecke einen Zugang zur Kammer frei. Bis auf zwei Wandsteine der südöstlichen Langseite galten alle Steine als verschwunden.
Am 20. Oktober 2023 hat eine Sturmflut große Teile des Küstenradwegs zwischen Dahmeshöved und Kellenhusen abgetragen. Auch die verloren geglaubten Steine der Grabkammer wurden freigespült. Bis dahin waren sie unter dem Küstenradweg hinter mehreren großen Findlingen verborgen.

### Mögliches Grab 3
Die dritte Fundstelle ist nur bei starkem Niedrigwasser sichtbar. Zu ihrer genauen Struktur liegen keine Informationen vor. Eine wissenschaftliche Untersuchung hat bislang nicht stattgefunden. Es ist daher unklar, ob es sich wirklich um ein Großsteingrab oder um eine natürliche Steinanhäufung handelt.